# Kristallspröding
Kristallspröding (Psathyrella olympiana) är en svampart som beskrevs av Alexander Hanchett Smith 1941. Kristallspröding ingår i släktet Psathyrella och familjen Psathyrellaceae.  Arten är reproducerande i Sverige. Inga underarter finns listade i Catalogue of Life.